# Raul Machado
Raul Machado (Matosinhos, Portugal; 22 de septiembre de 1937 – 22 de octubre de 2023) fue un futbolista portugués que jugó en la posición de defensa central.

## Carrera

### Club
| Periodo   | Club       | Apariciones | Goles |
| --------- | ---------- | ----------- | ----- |
| 1959–1962 | Leixões SC | 74          | 2     |
| 1962–1969 | SL Benfica | 122         | 2     |
| 1969–1970 | Leixões SC | 19          | 0     |

### Selección nacional
Debutó con Portugal el 7 de noviembre de 1962 ante Bulgaria en la clasificación para la Eurocopa 1964, selección con la que jugó en 11 ocasiones hasta 1968. No participó con Portugal en Inglaterra 1966 por la competencia que había en su posición.

## Logros
- Primeira Liga: 1962–63, 1963–64, 1964–65, 1966–67, 1967–68, 1968–69[9]
- Taça de Portugal: 1960-61, 1963–64, 1968–69